# Tom Mitford
Le major Thomas David Freeman-Mitford (2 janvier 1909 - 30 mars 1945) est l'unique fils du 2e baron Redesdale, tous les autres enfants étant les filles collectivement connues sous le nom de sœurs Mitford. Tom Mitford est tué au combat pendant la Seconde Guerre mondiale.

## Jeunesse

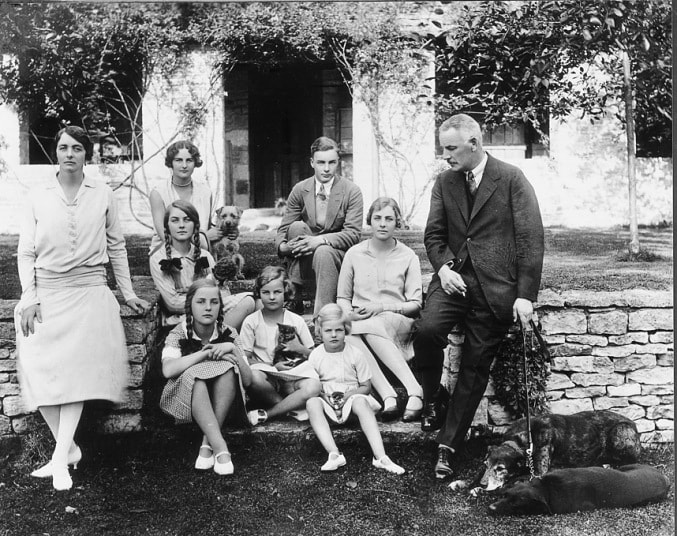
La famille Mitford en 1928

Il est né le 2 janvier 1909, fils unique de David Freeman-Mitford (2e baron Redesdale). Il fréquente le Collège d'Eton. Il est ami intime avec plusieurs étudiants là-bas, parmi lesquels James Lees-Milne et James Alexander Wedderburn St. Clair-Erskine (plus tard fiancé à sa sœur Nancy),.
À la fin des années 1920, Mitford étudie le droit à Berlin et c'est à ce moment-là qu'il s'affiche en faveur du parti national-socialiste .

## Service militaire et décès
Tout en servant dans l'armée britannique, Mitford choisit d'aller en Italie et en Afrique du Nord, puis en Birmanie, car il ne voulait pas se battre contre l'Allemagne. Mitford est tué le 30 mars 1945 en Birmanie, alors qu'il sert au Devonshire Regiment. Il est enterré au cimetière de guerre de Taukkyan . 
Sa sœur Diana Mitford, écrit : « sa perte est quelque chose dont je ne me suis jamais remise du reste de ma vie. » Son père, Lord Redesdale, érige une plaque commémorative à l'intérieur de l'église St Mary de Swinbrook, près de leur maison ancestrale, Swinbrook House. Une autre plaque à la mémoire de Tom Mitford se trouve à l'intérieur de l'église Holy Trinity de Horsley, juste au sud de Rochester, dans le Northumberland, près de leur domaine dans le Northumberland.

## Vie privée
En juillet 1929, il participe au canular d'art « Bruno Hat ». Il prend le rôle de l'artiste reclus imaginaire, Bruno Hat ; les autres personnes impliquées sont Brian Howard, Evelyn Waugh, Bryan Guinness (2e baron Moyne) et John Banting .
À l'été 1930, Mitford rencontre Sheilah Graham (en), qui le décrit plus tard dans ses mémoires, Beloved Infidel, comme « une réplique juvénile de son père et, à vingt et un ans, l'un des hommes les plus beaux que j'aie jamais vus ».
Dans les années 1930, il est un amoureux de la danseuse d'origine autrichienne Tilly Losch, alors qu'elle est mariée au millionnaire anglais et mécène d'art Edward James .